# Philadelphonic
Albums de G. Love and Special Sauce
G. Love Has Gone Country
(1998) Electric Mile
(2001)
Philadelphonic est le cinquième album de G. Love and Special Sauce, sorti en 1999.

## L'album

### Titres
Tous les titres sont de Garrett Dutton (G. Love), sauf mentions.
1. No Turning Back (G. Love & Special Sauce, BRODEEVA) (3:03)
2. Dreamin'  (G. Love, Clarence Reid, Wilie Clarke) (3:54)
  - Contient un sample de Clean Up Woman (en) par Betty Wright
3. Roaches (G. Love & Special Sauce, Jake Joys) (1:10)
4. Rodeo Clowns (Jack Johnson) (2:57)
5. Numbers (4:24)
6. Relax (4:15)
7. Do It for Free (G. Love & Special Sauce, BRODEEVA) (5:02)
8. Honor and Harmony (3:36)
9. Kick Drum (G. Love & Special Sauce, BRODEEVA) (2:23)
10. Friday Night (G. Love, Jimi "Jazz" Prescott) (4:09)
11. Rock and Roll (3:08)
12. Love (G. Love, T-Ray) (3:39)
13. Around the World (Thank You) (1:27)
14. Gimme Some Lovin'  (2:23)
  - Titre caché après cinq minutes de silence Amazing, begins

### Musiciens
- Garrett Dutton (G. Love) : guitare, harmonica, voix
- Jeffrey Clemens : batterie, percussions, voix
- Jimmy Prescott : basse, contrebasse
- Jack Johnson : guitare acoustique, voix
- Mike Tyler : guitare
- Anton Pukshansky : orgue, clavinet, guitare
- DJ Roman : scratches
- David Gellar : percussions
- T-Ray : beats
- BRODEEVA (Chad Howlett & Earl Bryant, Jr) : chœurs